# Trivium (band)
Trivium is een band uit Orlando, Verenigde Staten. De band speelt heavy metal, met hun stijl aanpassend per album. Zo was The Crusade een thrashmetal album en hoort Ascendancy eerder thuis bij het sub-genre metalcore.

## Biografie
De band ontstaat in het jaar 2000 na enkele kleine optreden op feesten en dergelijke. De twee jaar daarna is de band bezig met allerlei ontwikkeling zoals het bijschaven van het geluid en in 2002 wint Heafy de 'Best Metal Guitarist Award' op de 'Orlando Metal Awards'.
Begin 2003 gaat Trivium de studio in voor het opnemen van hun eerste demo van hoge kwaliteit. Hierdoor krijgt Trivium een platencontract met het Duitse platenlabel Lifeforce en gaan ze opnieuw de studio in om Ember To Inferno op te nemen.
Na wat wisselingen in de bezetting wordt de deathmetal gitarist Corey Beaulieu aangenomen, wat weer nieuwe invloeden in de muziek teweegbrengt. Ook heeft het veel tijd gekost om een geschikte bassist te vinden, maar deze wordt net op tijd aangenomen voor de tour met Machine Head. Omdat het eerste album goed verkocht werd krijgt Trivium een platencontract bij Roadrunner records en begint de band met het schrijven van nieuwe muziek.
In de loop van 2004, wanneer het meeste materiaal voor het nieuwe album af is, doet Trivium nog verschillende tours met onder andere Machine Head (band)|Machine Head, Iced Earth, Killswitch Engage en Fear Factory. Op 22 maart 2005 komt hun tweede album Ascendancy uit. Tegelijkertijd zijn ze op de Roadrage tour waar ze onder andere spelen met The Agony Scene, Still Remains en 3 Inches of Blood. Daarna gaan ze ook op tour in het Verenigd Koninkrijk met Still Remains en 3 Inches of Blood en krijgen daar verschillende positieve recensies in
rockmagazines.
In juli en augustus staat Trivium op Ozzfest 2005 en spelen ze met bands als As I Lay Dying, Arch Enemy, Soilwork en Rob Zombie. Daarna toeren ze nog met All That Remains in het Verenigd Koninkrijk en daarna met Arch Enemy in Japan. Vervolgens gaat de band weer terug naar de VS en Canada voor een tour met Children of Bodom en Amon Amarth.
De band bracht in oktober 2006 het nieuwe album The Crusade uit. Hierop volgde een tour door Amerika en een Europese tour met Iron Maiden in november en december. In het voorjaar van 2007 heeft band door Amerika en Australië getoerd dan voor het eerst door Europa toeren als headliner, met Annihilator en Sanctity in het voorprogramma. Na deze tour heeft Trivium nog een tour door Australië en Europa gehad als co-headliner samen met Machine Head, op de Black Crusade. Andere bands die bij de Black Crusade zaten waren Dragonforce, Arch Enemy en Shadows Fall. Na de Black Crusade begon Trivium met het opnemen van het album shogun, die begin oktober in winkels verscheen.
In diezelfde maand deden ze hun eerste tour met het nieuwe album. In het voorprogramma stonden All that Remains, the Human Abstract en 36 Crazyfists. Eind oktober begonnen ze met een nieuwe tour, en geen kleine ook. Ze mochten namelijk mee met de Unholy Alliance, die wordt aangevoerd door Thrashmetal grootheid Slayer. Mastodon en Amon Amarth waren de andere twee bands. Deze tour deed op 7 november 2008 ook de Heineken Music Hall in Amsterdam aan. Opener van die avond was het Limburgse Blind Sight.

## Discografie

### Albums
| Album met eventuele hitnotering(en) in de Nederlandse Album Top 100 | Datum van verschijnen | Datum van binnenkomst | Hoogste positie | Aantal weken | Opmerkingen |
| ------------------------------------------------------------------- | --------------------- | --------------------- | --------------- | ------------ | ----------- |
| Trivium                                                             | 2003                  | -                     | -               | -            | ep          |
| Ember to inferno                                                    | 2003                  | -                     | -               | -            |             |
| Ascendancy                                                          | 2004                  | -                     | -               | -            |             |
| The crusade                                                         | 06-10-2006            | 14-10-2006            | 64              | 2            |             |
| Shogun                                                              | 26-09-2008            | 04-10-2008            | 49              | 2            |             |
| In Waves                                                            | 05-08-2011            | 13-08-2011            | 44              | 2            |             |
| Vengeance Falls                                                     | 15-10-2013            | 19-10-2013            | 41              | 3            |             |
| Silence in the Snow                                                 | 02-10-2015            | -                     | -               | -            |             |
| The sin and the sentence                                            | 20-10-2017            | -                     | -               | -            |             |
| What the Dead men Say                                               | 24-04-2020            | -                     | -               | -            |             |
| In the Court of the Dragon                                          | 08-10-2021            | -                     | -               | -            |             |

| Album met hitnotering(en) in de Vlaamse Ultratop 200 albums | Datum van verschijnen | Datum van binnenkomst | Hoogste positie | Aantal weken | Opmerkingen |
| ----------------------------------------------------------- | --------------------- | --------------------- | --------------- | ------------ | ----------- |
| Shogun                                                      | 2008                  | 11-10-2008            | 72              | 1            |             |
| In waves                                                    | 2011                  | 20-08-2011            | 72              | 2            |             |
| Vengeance Falls                                             | 2013                  | 19-10-2013            | 57              | 7            |             |
| Silence in the Snow                                         | 2015                  | 10/10/2015            | 58              | 7            |             |
| The sin and the sentence                                    | 2017                  | 28/10/2017            | 34              | 3            |             |
| What the Dead men Say                                       | 2020                  | 02/05/2020            | 12              | 1            |             |
| In the Court of the Dragon                                  | 2021                  | 16/10/2021            | 49              | 2            |             |

### Video's
- The Sin And The Sentence
- Until The World Goes Cold
- Blind Leading the Blind
- Silence In The Snow
- Like Light To The Flies
- Pull Harder On The Strings Of Your Martyr
- A Gunshot To The Head Of Trepidation
- Dying In Your Arms
- Entrance Of The Conflagration
- Anthem (We Are The Fire)
- The Rising
- To The Rats
- Becoming The Dragon
- Down From The Sky
- Throes Of Perdition
- Shattering The Skies Above
- In Waves
- Built To Fall
- Strife
- Through Blood And Dirt And Bone
- Beyond Oblivion
- The Wretchedness Inside
- The Heart From Your Hate
- Catastrophist
- What The Dead Men Say

## Hitlijsten

### De Zwaarste Lijst
| Nummer   | '09* | '10* | '11* | '12* | '13 | '14 | '15 | '16 | '17 | '18 | '19 | '20 | '21 | '22 | '23 | '24 | '25 |
| -------- | ---- | ---- | ---- | ---- | --- | --- | --- | --- | --- | --- | --- | --- | --- | --- | --- | --- | --- |
| In Waves | -    | -    | -    | 60   | 44  | 29  | 63  | 52  | 42  | 57  | 65  | -   | -   | -   | -   | -   | -   |

- Tot 2012 had de Zwaarste Lijst 70 plaatsen. Dit werd vanaf 2013 verminderd tot 66.